# Lip and Hip
Singles de Hyuna
Babe Flower Shower
(2019)
Lip and Hip (stylisé Lip & Hip) est une chanson enregistrée par la chanteuse et rappeuse sud-coréenne Hyuna. Elle est parue le 4 décembre 2017 en tant que single digital sous Cube Entertainment, et distribuée par LOEN Entertainment,.
Le clip vidéo a été réalisé par Lumpens.

## Liste des pistes
| 1.   | Lip & Hip         | Big Sancho, Son Young-jin (MosPick), Hyuna, Scott | Big Sancho, Son Young-jin (MosPick) | Big Sancho, Son Young-jin (MosPick) | 3:29 |
| 2.   | Lip & Hip (Inst.) |                                                   | Big Sancho, Son Young-jin (MosPick) | Big Sancho, Son Young-jin (MosPick) | 3:29 |
| 6:58 |                   |                                                   |                                     |                                     |      |

## Usage dans les médias
La chanson a été jouée dans la série télévisée américaine De celles qui osent durant l’épisode sept de la deuxième saison.

## Classements
| Classement (2017)                   | Meilleures positions |
| ----------------------------------- | -------------------- |
| Corée du Sud (Gaon)                 | 16                   |
| Corée du Sud (Billboard Korea)      | 35                   |
| Corée du Sud (Gaon Social Chart)    | 2                    |
| Chine (Chinese Music Charts)        | 1                    |
| Etats-Unis (US World Digital Chart) | 4                    |
| Corée du Sud (Kpop Hot 100)         | 10                   |

### Sources
- (en) Cet article est partiellement ou en totalité issu de l’article de Wikipédia en anglais intitulé « Lip & Hip » (voir la liste des auteurs).